# Eleições legislativas de Israel em 2009
As eleições legislativas de 2009 em Israel foram realizadas em 10 de fevereiro daquele ano para eleger os 120 membros da 18ª legislatura do Knesset.
As eleições antecipadas para o Knesset foram convocadas após o vencimento do prazo para a formação de um novo governo de coalizão, seguindo a decisão do primeiro-ministro Ehud Olmert, do partido de centro-direita Kadima, de renunciar. Em julho de 2008, devido a uma série de escândalos de corrupção, Olmert anunciou que renunciaria ao cargo de primeiro-ministro. Em setembro, o Kadima elegeu a Ministra das Relações Exteriores, Tzipi Livni, como sua nova líder. Ela não conseguiu chegar a um acordo de coalizão com outros partidos antes do prazo estendido de 26 de outubro. Em 30 de outubro, a Presidente do Knesset, Dalia Itzik, marcou a data das eleições para 10 de fevereiro de 2009, 13 meses antes da data constitucionalmente devida. O Knesset foi dissolvido em 10 de novembro em vista das eleições. Olmert permaneceu como primeiro-ministro interino até que o novo governo fosse formado.
A principal disputa na campanha eleitoral foi entre Kadima e o Likud, principal partido de direita na oposição. Pesquisas de opinião pública mostraram que o Trabalhismo, de centro-esquerda, ficaria para trás e, pela primeira vez, não seria um dos dois maiores partidos. Livni prometia liderança limpa e negociações de paz visando uma solução de dois estados com a Palestina. No entanto, a campanha eleitoral ocorreu à sombra das operações militares de Israel contra o Hamas na Faixa de Gaza, que começaram em 27 de dezembro, que resultaram na morte de cerca de 1.300 palestinos e 13 israelenses.
Um total de 34 partidos participaram das eleições de 2009. No total, 65,2% dos cerca de 5,2 milhões de eleitores elegíveis compareceram às urnas. Doze partidos superaram o limite de dois por cento para conquistar representação parlamentar. Como ocorreu em todas as eleições anteriores, nenhum partido obteve maioria absoluta. O Kadima ficou em primeiro lugar com 28 assentos, perdendo um. O Likud ganhou 15 assentos adicionais, totalizando 27. Os líderes de ambos os partidos reivindicaram a vitória. Yisrael Beitenu, de extrema-direita, conquistou 15 assentos, dois a mais que os Trabalhistas. O partido de direita Shas obteve 11 assentos, e o restante das vagas foi para pequenos partidos. Embora o partido da primeiro-ministra em exercício, Kadima, tenha conquistado a maioria dos assentos no parlamento, o líder do Likud, Benjamin Netanyahu, conseguiu formar um governo de coalizão majoritária e se tornar o novo primeiro-ministro.

## Resultados do pleito
Resultados do pleito 
| Partido                           | Partido                                        | Letras na Cédula | Votos     | %       | Cadeiras | +/– |
| --------------------------------- | ---------------------------------------------- | ---------------- | --------- | ------- | -------- | --- |
|                                   | Kadima                                         | כן               | 758.032   | 22,47%  | 28       | −1  |
|                                   | Likud                                          | מחל              | 729.054   | 21,61%  | 27       | +15 |
|                                   | Yisrael Beitenu                                | ל                | 394.577   | 11,70%  | 15       | +4  |
|                                   | Partido Trabalhista                            | אמת              | 334.900   | 9,93%   | 13       | –6  |
|                                   | Shas                                           | שס               | 286.300   | 8,49%   | 11       | –1  |
|                                   | Judaísmo Unido da Torá                         | ג                | 147.954   | 4,39%   | 5        | –1  |
|                                   | Lista Árabe Unida–Ta'al                        | עם               | 113.954   | 3,38%   | 4        | —   |
|                                   | União Nacional                                 | ט                | 112.570   | 3,34%   | 4        | —   |
|                                   | Hadash                                         | ו                | 112.130   | 3,32%   | 4        | +1  |
|                                   | Meretz                                         | מרצ              | 99.611    | 2,95%   | 3        | –2  |
|                                   | Lar Judeu                                      | ב                | 96.765    | 2,87%   | 3        | —   |
|                                   | Balad                                          | ד                | 83.739    | 2,48%   | 3        | —   |
|                                   | Meimad                                         | ה                | 27.737    | 0,82%   | —        | —   |
|                                   | GIL                                            | זך               | 17.571    | 0,52%   | —        | –7  |
|                                   | Ale Yarok                                      | קנ               | 13.132    | 0,39%   | —        | —   |
|                                   | Os Verdes                                      | רק               | 12.378    | 0,37%   | —        | —   |
|                                   | Yisrael Hazaka                                 | חי               | 6.722     | 0,20%   | —        | —   |
|                                   | Tzabar                                         | צי               | 4.752     | 0,14%   | —        | —   |
|                                   | Koah LeHashpi'a                                | פ                | 3.696     | 0,11%   | —        | —   |
|                                   | Partido Trabalhista Da'am                      | ק                | 2.645     | 0,08%   | —        | —   |
|                                   | Yisrael HaMithadeshet                          | נ                | 2.572     | 0,08%   | —        | —   |
|                                   | Sobreviventes do Holocausto e Ale Yarok Alumni | יק               | 2.346     | 0,07%   | —        | —   |
|                                   | Líder                                          | קץ               | 1.887     | 0,06%   | —        | —   |
|                                   | Tzomet                                         | ץ                | 1.520     | 0,05%   | —        | —   |
|                                   | Koah HaKesef                                   | קפ               | 1.008     | 0,03%   | —        | —   |
|                                   | Direito dos homens no Partido da Família       | פק               | 921       | 0,03%   | —        | —   |
|                                   | HaYisraelim                                    | ים               | 856       | 0,03%   | —        | —   |
|                                   | Or                                             | אר               | 815       | 0,02%   | —        | —   |
|                                   | Ahrayut                                        | נפ               | 802       | 0,02%   | —        | —   |
|                                   | Brit Olam                                      | פי               | 678       | 0,02%   | —        | —   |
|                                   | Lev LaOlim                                     | ינ               | 632       | 0,02%   | —        | —   |
|                                   | Lazuz                                          | נץ               | 623       | 0,02%   | —        | —   |
|                                   | Lehem                                          | נר               | 611       | 0,02%   | —        | —   |
| Votos válidos                     | Votos válidos                                  | -                | 3.373.490 | 98,74%  | -        | -   |
| Votos brancos ou nulos            | Votos brancos ou nulos                         | -                | 43.097    | 1,26%   | -        | -   |
| Total                             | Total                                          | -                | 3.416.587 | 100,00% | 120      | -   |
| Fonte: Knesset Board of Elections |                                                |                  |           |         |          |     |